# چنسری لین

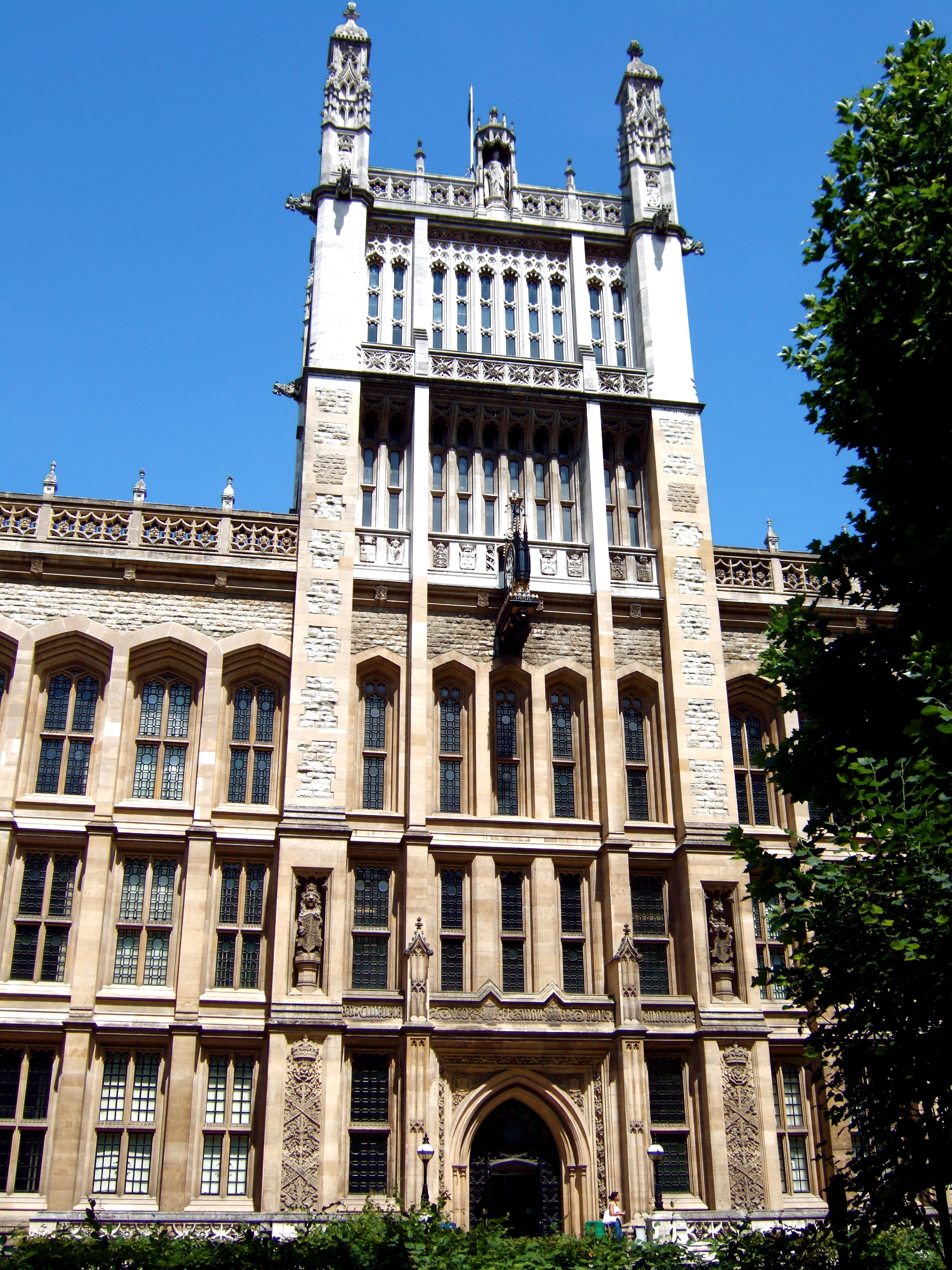
کتابخانه مون در خیابان چنسری لین

چنسری لین (انگلیسی: Chancery Lane) یک خیابان یک‌طرفه در لندن است.
این خیابان که در سیتی لندن قرار دارد ۰/۵ کیلومتر طول دارد و ایستگاه متروی چنسری لین در نزدیکی آن قرار دارد. خیابان چنسری لین بیشتر به دلیل قرار داشتن دفاتر حقوقی و مشاوره‌ای در آن شهرت دارد.